# Gilbert Delé
Gilbert Délé est un boxeur français né le 1er janvier 1964 à Lamentin en Guadeloupe.

## Carrière
Comme Daniel Londas, avant lui, Gilbert Delé arrive des Antilles à Reims et devient sociétaire du Ring Régional de Champagne, managé par Michel Barbier.
Champion de France puis d'Europe des super-welters, il remporte la ceinture de champion du monde WBA de cette catégorie laissée vacante par Julian Jackson en battant le 23 février 1991 l'américain Carlos Elliott par arrêt de l'arbitre à la 7e reprise.
Il conserve cette ceinture lors de sa première défense face à Jun-Suk Hwang le 4 mai 1991 mais est détrôné le 1er octobre 1991 par Vinny Pazienza,. Délé met un terme à sa carrière deux ans plus tard après deux échecs aux points contre l'italien Gianfranco Rosi, titre IBF en jeu,.
il est interprété par Jean Pierre Augustin dans le film K.O. - Bleed for This